# Psychoda quadropsis
Psychoda quadropsis és una espècie d'insecte dípter pertanyent a la família dels psicòdids.

## Descripció
- La femella fa 0,87-1,07 mm de llargària a les antenes (0,82-1,07 en el cas del mascle), mentre que les ales li mesuren 1,57-1,97 de longitud (1,25-1,75 en el mascle) i 0,62-0,80 d'amplada (0,55-0,82 en el mascle).
- Les antenes presenten 15 segments.[2]

## Distribució geogràfica
Es troba a Indonèsia: Papua Occidental.